# Ruslan a Ludmila (opera)
Ruslan a Ludmila je pohádková opera o pěti dějstvích Michaila Ivanoviče Glinky, která vznikla na motivy stejnojmenné Puškinovy básně. Libreto k opeře napsali Valerian Fjodorovič Širkov, Nikolaj Vasiljevič Kukolnik, Michail Alexandrovič Godeonov a Nikolaj Andrejevič Markevič. Opera, na které Glinka začal pracovat v roce 1838, byla dokončena roku 1842. Téhož roku pak měla v Petrohradu svoji premiéru (27. listopadu 1842).

## Charakteristika díla
Dílo představuje základní kámen ruské hudební kultury. Glinka zde na jednu stranu dává zaznít skutečným národním melodiím, v instrumentálních částech však využívá i nových a složitých výrazových prostředků orchestru (např. chromatika, disonance, celotónová stupnice). V prvním dějství lze za zajímavost považovat netradiční kombinaci klavíru s pozdějším připojením harfy k vytvoření zvuku Bajanových guslí. V jeho hudbě si nelze nepovšimnout i italských rysů (např. árie Ludmily z prvního dějství nesoucí znaky italské koloratury nebo Farlafovo rondo z téhož jednání, které bývá přirovnáváno k ruské variantě Figara z Rossiniho Lazebníka sevilského). Glinka tak zjevně využil zkušenosti s italskou operou, kterou mohl poznal již od roku 1830, kdy podnikl tříletou cestou do Itálie, kde se v Miláně seznámil s Vincenzem Bellinim.
Z celé opery je zcela jistě nejznámejší její předehra, která patří mezi nejznámější orchestrální díla. Skladatel ji napsal jako poslední a nastínil zde mj. hudbu z finále pátého aktu. Obsahuje jakýsi cyklický motiv, který je používán při vstupních jednáních jednotlivých aktů. Tyto melodie jsou pak znovu citovány v závěrečných částech příslušných jednání.

## Děj opery
Děj opery se odehrává za dávných časů kyjevské Rusi.

### První jednání
Ve skvostném sále velkoknížecího hradu vystrojil Světozar bohatou hostinu na počest svatby své dcery Ludmily a jejího milého – Ruslana. Všichni přítomní se veselí ale jen do chvíle, než Bajan – slavný pěvec – začne zpívat píseň, ve které předvídá mladému páru neštěstí. Na hostině jsou také přítomni dva odmítnutí nápadníci – Farlaf a Ratmir, které tato předpověď může těšit, neboť stále doufají, že ke svatbě nedojde. Předvídané neštěstí na sebe nenechá dlouho čekat. V sále hradu se náhle setmí, z dálky zazní zlověstně hřmění a Ludmila je unesena. Zoufalý Světozar slibuje knížectví a ruku své dcery tomu, kdo ji vysvobodí a dovede zpět. Na cestu za záchranou Ludmily se vydává statečný Ruslan, ale také Farlaf s Ratmirem.

### Druhé jednání
Ruslan na své cestě zabloudil do jeskyně, kde se setkává s kouzelníkem Finem. Nejdříve mu vypravuje, jak kdysi miloval překrásnou Nainu. Ona ho však stále odmítala, až pomoci zlých duchů vznítil přece v jejím srdci lásku. Jenže Naina se současné proměnila v příšernou stařenu. Tu ji zase odmítl Fin a od té doby se mu Naina mstí. Poté Ruslanovi prozrazuje, že jeho Ludmilu unesl zrádný čaroděj Černomor, který společně se zlou Nainou budou mařit jeho cesty. Ruslanovi však Fin slíbí svoji kouzelnou ochranu a pomoc proti těmto zlým úkladům.
Druhý Ludmilin zachránce – Farlaf, se ocitá uprostřed pustiny. Zde se mu zjeví Naina. Ta vystrašeného Farlafa posílá do bezpečí jeho hradu. Slibuje mu smrt Ruslana a Ludmilu, kterou mu jako nevěstu sama přivede. Ruslan se rozloučí s Finem a dál pokračuje v cestě. Na svém koni dojede do pustého kraje, který již zdálky připomíná krvavou bitvu. Zem je plna kostí a také zbraní padlých válečníků. Ruslan ze země pozvedne kopí a štít, které bude jistě při boji s Černomorem potřebovat. Marně však hledá meč, se kterým by byl schopen se skřetovi postavit, a žádá tak o něj samotného Peruna. Náhle uprostřed pouště narazí na setnutou obří hlavu. Hlava patřila obrovi, bratru Černomora, který jej při jejich souboji takto potupil a zanechal. Hlava pod sebou ukrývá kouzelný meč, který dává Ruslanovi radu, jak nad Černomorem vyhrát. Prozradí též Ruslanovi, že síla zlého čaroděje je ukryta v jeho dlouhých vousech.

### Třetí jednání
Ratmir, třetí Ruslanin nápadník, se při své cestě vydal směrem na jih. Když se začne stmívat, jde hledat místo, kde by mohl přečkat noc. Tu se před ním vynoří hrad, do kterého jej lákají krásné dívky v čele s překrásnou Gorislavou. Okouzlený Ratmir zapomněl na záchranu Ludmily. I Ruslanův kůň do těchto míst zabloudil. Kouzla Nainy Ruslana rovněž omámí a Ludmilin obraz se mu vytrácí z paměti. Naštěstí včas zakročí Fin a zruší všehna Nainina kouzla. Zachráněný Ratmir se tak vděčně připojuje na další cestu k Ruslanovi.

### Čtvrté jednání
V čarovném zámku Černomora mezitím Ludmila teskní nejen po svobodě, ale také po své lásce – Ruslanovi. I přes veškeré snahy a kouzla, kterými se jí její věznitel snaží zalíbit a přimět ji k lásce, Ludmila jeho city odmítá. Z dálky je však již slyšet zvuk Ruslanovy trubky ohlašující výzvu k souboji. Černomor Ludmilu uspí a spěchá na souboj s Ruslanem. Ten však překvapenému protivníkovi usekne jeho dlouhý vous a zcela ho zbaví kouzelné moci. Ruslan marně budí Ludmilu svými polibky. V náruči odnáší spící Ludmilu zpět domů, k jejímu otci Světozarovi.

### Páté jednání:
Zpáteční cesta je však příliš dlouhá, a tak Ruslana s Ratmirem při odpočinku přemůže spánek. Toho využije Naina, která unese spící Ludmilu. Probuzený Ratmir však nemůže nalézt nejen ji, ale ani Ruslana. Znovu zasáhne Fin, který Ratmira vyzve, ať spěchá za Ruslanem, který je na cestě do Světozarova knížectví, a předá mu kouzelný prsten, který jediný může Ludmilu z hlubokého spánku probudit.
Ve Světozarově hradě panuje smutek. Farlef přinesl spící Ludmilu, jak ji dostal od Nainy, nedokáže ji však probudit. Teprve po příchodu Ruslana, který se dotkne Ludmily kouzelným prstenem, spící kráska ožije a z jejich lásky a šťastného shledání se tak společně raduje všechen lid.